# Ангулем
Ангуле́м (фр. Angoulême) — місто та муніципалітет у Франції, у регіоні Нова Аквітанія, адміністративний центр департаменту Шаранта. Населення — 41 086 осіб (01.01.2021).
Муніципалітет розташований на відстані близько 400 км на південний захід від Парижа, 105 км на південь від Пуатьє.
У місті проводиться найбільший в Європі щорічний фестиваль коміксів.

## Історія
Ангулем стоїть на місці давньої Inculisma в Аквітанії. З 379 року ця колонія була місцем перебуванням єпископа, а згодом перейменована в Ecolisma або Encolisma. Хлодвіг в 507 відняв її у вестготів і заклав кафедральний собор. Вже в той час це було досить значне місто, а в наступні століття Ангулем грав важливу роль у військовій історії. У IX столітті місто розграбували нормани.
Місцевість, в якій розташований Ангулем, називалася спершу Ангумуа і за старих часів, c IX століття, була графством . Чоловіча гілка графів Ангумуа обірвалася в 1218 році зі смертю Емара Тайльфера; графство через спадкоємицю по жіночій лінії, Ізабеллу (другу дружину Іоанна Безземельного), перейшло до дому Лузіньян.
У 1302 році, коли Гуго XIII Лузіньян помер без спадкоємців по чоловічій лінії, Філіп Красивий приєднав це графство до своїх володінь, і з тих пір воно становило спадок з графським титулом для членів королівського дому (за винятком періоду 1360—1373, коли місто належало англійцям). C 1394 Ангулем належить герцогам Орлеанським, молодшій гілці династії. Так, молодший син Людовика Орлеанського, Жан, був графом Ангулемським, а його онук вступив на престол під ім'ям Франциска I. Останній у 1515 році перейменував це графство в герцогство і віддав його в долю матері, Луїзі Савойській. До того часу «герцогство», яке контролювалося королем, залишалося таким лише номінально.
Титул герцога Ангулемського носив третій син Франциска I, Карл (помер у 1545), якому як зятеві Карла V випало на долю укласти мир між Францією та Іспанією. Карл IX до свого сходження на престол також носив титул герцога Ангулемського. Останнім герцогом Ангулемським став Луї-Антуан (1775—1844), який в 1830 році кілька хвилин правив під ім'ям Людовіка XIX.
З XIV століття в місті процвітали паперові мануфактури, а згодом і друкарні — завдяки наявності чистої води практично постійної температури, що надходить з підземних річок. До кінця XIX століття в Ангулемі була "21 велика паперова фабрика, заводи винокурні, шкіряні і збройові. Торгівля, зосереджена в передмісті Гумо, велася переважно папером, хлібом, вином, горілкою, коноплею, льоном, трюфелями, каштанами, милом, сіллю, корками, дошками для бочок, залізними та мідними товарами. Неподалік від міста розташований Теруатський пороховий завод з 17 майстернями, а в Туврській долині, за 6 км від Ангулема, — великий гарматно-ливарний завод, заснований в 1750 р., який міг постачати щорічно до 680 гармат.
У 1903 році, під час автогонки Париж — Мадрид, під Ангулема загинув Марсель Рено — один із засновників Renault . У XX столітті місто було відоме своїми автоперегонами; кільцева траса Ангулемськими бульварами, що розбиті на місці колишніх фортечних валів.
У 1940 році, після капітуляції Франції, Ангулем виявився на захід від кордону між вішистською Францією і окупованими територіями. У 1944 році, під час десантування, залізнична станція Ангулем (лінія Бордо — Пуатьє) зазнала масованих бомбардувань.

## Визначні пам'ятки
Головні пам'ятки:
- Ангулемський собор, основні будівлі якого датовані початком XII століття, перебудований в XIX столітті під керівництвом Поля Абаді.
- Будівля мерії, також побудована Абаді, що має у своєму складі дві башти, які збереглися від середньовічної фортеці герцогів Ангулемських.

На місці фортечних укріплень Ангулема розбите кільце бульварів. Велика частина старого міста добре збереглася.

## Демографія
Динаміка населення (Cassini   і INSEE ):
Розподіл населення за віком та статтю (2006):
| Стать | Всього | До 15 років | 15-24 | 25-44 | 45-64 | 65-85 | Понад 85 |
| --- | ------ | ----------- | ----- | ----- | ----- | ----- | -------- |
| Чоловіки | 19 486 | 3209        | 3403  | 5637  | 4443  | 2480  | 314      |
| Жінки | 22 597 | 3221        | 3298  | 5877  | 5250  | 4172  | 779      |
| \| Статево-вікова піраміда \| Статево-вікова піраміда \| Статево-вікова піраміда \| \| ----------------------- \| ----------------------- \| ----------------------- \| \| Чоловіки \| Вік \| Жінки \| \| 314 \| 85 + \| 779 \| \| 487 \| 80-84 \| 1085 \| \| 673 \| 75-79 \| 1070 \| \| 663 \| 70-74 \| 1064 \| \| 657 \| 65-69 \| 953 \| \| 791 \| 60-64 \| 1100 \| \| 1116 \| 55-59 \| 1253 \| \| 1308 \| 50-54 \| 1514 \| \| 1228 \| 45-49 \| 1383 \| \| 1208 \| 40-44 \| 1315 \| \| 1253 \| 35-39 \| 1460 \| \| 1601 \| 30-34 \| 1523 \| \| 1575 \| 25-29 \| 1579 \| \| 1983 \| 20-24 \| 1870 \| \| 1420 \| 15-20 \| 1428 \| \| 1074 \| 10-14 \| 1032 \| \| 989 \| 5-9 \| 990 \| \| 1146 \| 0-4 \| 1199 \| |        |             |       |       |       |       |          |
| Статево-вікова піраміда |        |             |       |       |       |       |          |
| Чоловіки | Вік    | Жінки       |       |       |       |       |          |
| 314 | 85 +   | 779         |       |       |       |       |          |
| 487 | 80-84  | 1085        |       |       |       |       |          |
| 673 | 75-79  | 1070        |       |       |       |       |          |
| 663 | 70-74  | 1064        |       |       |       |       |          |
| 657 | 65-69  | 953         |       |       |       |       |          |
| 791 | 60-64  | 1100        |       |       |       |       |          |
| 1116 | 55-59  | 1253        |       |       |       |       |          |
| 1308 | 50-54  | 1514        |       |       |       |       |          |
| 1228 | 45-49  | 1383        |       |       |       |       |          |
| 1208 | 40-44  | 1315        |       |       |       |       |          |
| 1253 | 35-39  | 1460        |       |       |       |       |          |
| 1601 | 30-34  | 1523        |       |       |       |       |          |
| 1575 | 25-29  | 1579        |       |       |       |       |          |
| 1983 | 20-24  | 1870        |       |       |       |       |          |
| 1420 | 15-20  | 1428        |       |       |       |       |          |
| 1074 | 10-14  | 1032        |       |       |       |       |          |
| 989 | 5-9    | 990         |       |       |       |       |          |
| 1146 | 0-4    | 1199        |       |       |       |       |          |

## Економіка
2010 року серед 27 646 осіб працездатного віку (15—64 років) 19 475 були активними, 8171 — неактивною (показник активності 70,4%, у 1999 році було 69,5%). З 19 475 активних мешканців працювало 15 479 осіб (7933 чоловіки та 7546 жінок), безробітними було 3996 (2004 чоловіки та 1992 жінки). Серед 8171 неактивної 3472 особи були учнями чи студентами, 1987 — пенсіонерами, 2712 були неактивними з інших причин.

У 2010 році в муніципалітеті числилось 20032 оподатковані домогосподарства, у яких проживали 38591,5 особи, медіана доходів виносила 16 309 євро на одного особоспоживача

## Уродженці
- Адріен Сілва (*1989) — відомий португальський футболіст, півзахисник.
- Мішель Монтіньяк (1944—2010)— французький дієтолог.
- Валлєн Деламот, Жан-Батіст-Мішель (1729—1800), архітектор
- Ґійом Фай — французький журналіст та письменник, ідеолог та теоретик французького ультраправого руху